# Tonlesapia amnica
Tonlesapia amnica is een straalvinnige vissensoort uit de familie van de pitvissen (Callionymidae). De wetenschappelijke naam van de soort is voor het eerst geldig gepubliceerd in 2011 door Ng & Rainboth.